# Holmträsket, Södermanland
Holmträsket heter en liten skogssjö på 1,6 ha i Huddinge kommun. Sjön ligger nära Sofielunds avfallsanläggning och Gladö industriområde och är därför ointressant för friluftslivet. Sjön ligger först i sin gren av Tyresåns sjösystem och rinner ut i Orlången. Utflödet går genom en kulvert i industriområdet.